# Pak Yung-hio
Đây là một tên người Triều Tiên, họ là Park.
Pak Yung-hio (sinh 1861 – mất 21 tháng 9 năm 1939) là một chính khách Nhà Triều Tiên, nhà hoạt động khai sáng, nhà ngoại giao và cộng tác viên thân Nhật Bản. Park là một trong những người tổ chức Chính biến Giáp Thân năm 1884, trong đó các yếu tố chính trị tiến bộ đã cố gắng lật đổ chính phủ bảo thủ của Hàn Quốc. Ông lấy bút danh Xuân Cao (春皐), Huyền Huyền cư sỹ (玄玄居士), và sau đó ông giữ danh hiệu Bá tước Geumryung. Park kết hôn với Vĩnh Huệ Ông chúa (영혜옹주; 永惠翁主), vương nữ của Vua Triết Tông, vị vua thứ 25 của Nhà Triều Tiên.

## Thiếu thời và Học vấn
Park được sinh ra ở tỉnh Suwon, phía nam Seoul. Cùng với Kim Ngọc Quân, ông là một người ủng hộ mạnh mẽ của Dongnipdang, hay "Đảng Giác ngộ", tìm cách cải cách chính phủ, kinh tế và quân sự Hàn Quốc bằng cách kết hợp công nghệ và đường lối của phương Tây, để Hàn Quốc ổn định kịp thời nhằm chống lại sự xâm chiếm của các quốc gia bên ngoài ngày càng tăng. Ông đi cùng Kim trong chuyến thăm Tokyo, cuộc họp với các chính trị gia Nhật Bản, bao gồm Yukichi

## Nghề nghiệp
Ông được cho là người sáng tạo ra lá cờ đầu tiên của Hàn Quốc, 1882.

### Chính biến Giáp Thìn
Park là một trong những nhà lãnh đạo của cuộc đảo chính Gapsin năm 1884 đã cố gắng lật đổ Chính phủ Lâm thời Đại Hàn Dân Quốc và tổ chức cải cách kiểu phương Tây. Cuộc đảo chính chỉ kéo dài ba ngày trước khi quân Trung Quốc đàn áp. Park buộc phải chạy trốn lưu vong ở Nhật Bản, nơi anh ban đầu ở lại với Fukuzawa Yukichi, trước khi chuyển đến Kobe.

### Sự nghiệp tiếp đó
Park phục vụ chính phủ một thời gian ngắn với chức danh Bộ trưởng Nội vụ năm 1895, đóng một vai trò quan trọng trong việc mở cửa Hàn Quốc. Tuy nhiên, sau khi cải cách Gabo và ám sát Nữ hoàng Min, Park đã chạy trốn lưu vong tại Nhật Bản, nơi ông ở lại cho đến năm 1907. Khi trở về, ông chấp nhận chức vụ Bộ trưởng Hoàng gia dưới quyền Ye Wanyong.
Sau khi Nhật Bản kí hiệp ước năm 1910, trong đó Hàn Quốc bị sáp nhập vào
quốccủa Nhật bảParkôên được trao tặng hoa tộc đề của hầu tước (koshaku) trong Nhật, quý tộc và một chỗ ngồi trong Nhà của các đồng Nghiệp ở các băn Ăn cngười ủa Nhật Bản. Ông ấy từng là giám Đốc của các Ngân hàng của Chọn vào năm 1918, chủ Tịch của Hiệp hội Kinh tế vào năm 1919, tổng thống của Các Dong-một Chủ báo, năm 1920, chủ tịch của Kyungbang công Ty, chủ tịch của Hàn Quốc công nghiệp hóa Ngân hàng ở 1921, và cố vấn cho các chính Phủ Chung của Hàn Quốc's Viện. Trong năm 1935, ông đã được liệt kê là một trong những 353 nổi tiếng Triều Tiên.

## Tác phẩm
- Sahwa giryak (사화기략, 使和記略)

## Liên quan
- Ye Wanyong
- Bak Jesun
- Yun Chi-ho

## Đường dẫn bên ngoài
- Park Young-hyo:V (tiếng Hàn)
- Park Young-hyo:hàn quốc lịch sử thông Tin của Người Lưu trữ ngày 27 tháng 3 năm 2012 tại Wayback Machine (tiếng Hàn)
- Park Young-hyo:navercast (tiếng Hàn)
- Park Young-hyo:lịch Lưu trữ ngày 12 tháng 7 năm 2012 tại archive.today
- Park Young-hyo:nate